# Герб Тибета
Герб Тибета — один из главных государственных символов Тибета, наряду с флагом Тибета и гимном. Этот герб является официальной печатью Центрального Тибетского правительства в изгнании, администрация которого находится в Дхармасале, Индия. Как символ тибетского движения за независимость и свободу, герб Тибета запрещён в КНР, включая Тибетский автономный район, который соответствует прежней области контроля Тибетского правительства в Лхасе и другим областям в Тибете, присоединённых к исконным землям Китая и выделенных из состава Тибетского Автономного Района.
Герб встречается также в черно-белом и стандартном буддийском темно-красном на белом вариантах.

## Описание
Содержит несколько элементов флага Тибета, расположенных несколько иным образом, и ряд буддистских символов, не присутствующих на флаге. В первую очередь, это солнце и луна над Гималаями, которые представляют тибетскую страну, часто известную как Земля, Окруженная Горами Снега. На склонах гор стоят два снежных льва. Между львами расположено колесо о восьми спицах,  Дхармачакра, представляющая Благородный восьмеричный путь буддизма. В колесе — вращающаяся трёхкомпонентная драгоценность, которая представляет десять добродетелей и шестнадцать гуманных способов поведения.